# Mokote (manzana)
Mokote es el nombre de una variedad cultivar de manzano (Malus domestica). Esta manzana está cultivada en diversos viveros entre ellos algunos dedicados a conservación de árboles frutales en peligro de desaparición. La manzana 'Mokote' es originaria de Guipúzcoa, y actualmente se cultiva para la cocina y ocasionalmente en la elaboración de sidra.

## Sinónimos
- "Manzana Mokote",[6][7][8]
- "Mokote Sagarra".

## Historia
'Mokote' es una variedad de manzana cultivada en Guipúzcoa, está considerada incluida en las variedades locales autóctonas muy antiguas, cuyo cultivo se centraba en comarcas muy definidas. Se caracterizaban por su buena adaptación a sus ecosistemas y podrían tener interés genético en virtud de su adaptación. Estas se podían clasificar en dos subgrupos: de mesa y de sidra (aunque algunas tenían aptitud mixta). Es muy apreciada en la cocina y ocasionalmente en la elaboración de sidra.
'Mokote' es una variedad mixta, clasificada como muy buena en la elaboración de sidra, también se utiliza en la cocina; difundido su cultivo en el pasado por los viveros comerciales y cuyo cultivo en la actualidad se ha reducido a huertos familiares, y apreciada ocasinalmente en la elaboración de sidra, y en elaboraciones culinarias.

## Características
El manzano de la variedad 'Mokote' tiene un vigor alto, es árbol de mucha producción; florece a inicios de mayo; tubo del cáliz en forma de embudo corto, y con los estambres situados en su mitad.
La variedad de manzana 'Mokote' tiene un fruto de tamaño grande; forma cónica, el contorno presenta una asimetría muy pronunciada con unos mamelones muy evidentes en la zona calicina ; piel gruesa, dura, cerosa, áspera en la base; con color de fondo verde amarillento, siendo el color del sobre color ausente, importancia del sobre color ausente, siendo su reparto ausente, a veces colorea algo
por el lado expuesto al sol, sensibilidad al "russeting" (pardeamiento áspero superficial que presentan algunas variedades) débil; pedúnculo de tamaño normal y grueso, implantado recto, anchura de la cavidad peduncular grande, profundidad de la cavidad pedúncular es profunda, y con una  importancia del "russeting" en cavidad peduncular media en las paredes de la cavidad; anchura de la cavidad calicina media, profundidad de la cav. calicina media, bordes muy irregulares con mamelones pronunciados en una parte del plano de simetría, y de la importancia del "russeting" en cavidad calicina débil; ojo pequeño y cerrado; sépalos triangulares en la base apretados.
Carne de color blanco oscura con puntitos. Textura dura pero no crujiente, esponjosa, de zumo regular y poco aroma; sabor característico de la variedad, soso; corazón de tamaño medio, desplazado. Eje abierto. Celdas arriñonadas, cartilaginosas de color verde claro. Semillas aristadas, puntiagudas, de tamaño medio, color marrón claro uniforme.
La manzana 'Mokote' tiene una época de maduración y recolección muy tardía en el otoño-invierno, se recolecta desde mediados de octubre de larga duración. Tiene uso mixto pues se usa como manzana de cocina, y también como manzana para la elaboración de sidra, como manzana sidrera no conviene abusar de ella; existe otra variedad parecida llamada 'Mokotxo' que es completamente ácida y es una variedad óptima para la elaboración de sidra.